# Raga (Sudan Południowy)
Raga – miasto w Sudanie Południowym, stolica stanu Lol. Liczy 3 377 mieszkańców (2010). Ośrodek przemysłowy. W mieście znajduje się port lotniczy Raga.